# Подсолнечники (картина Гогена)

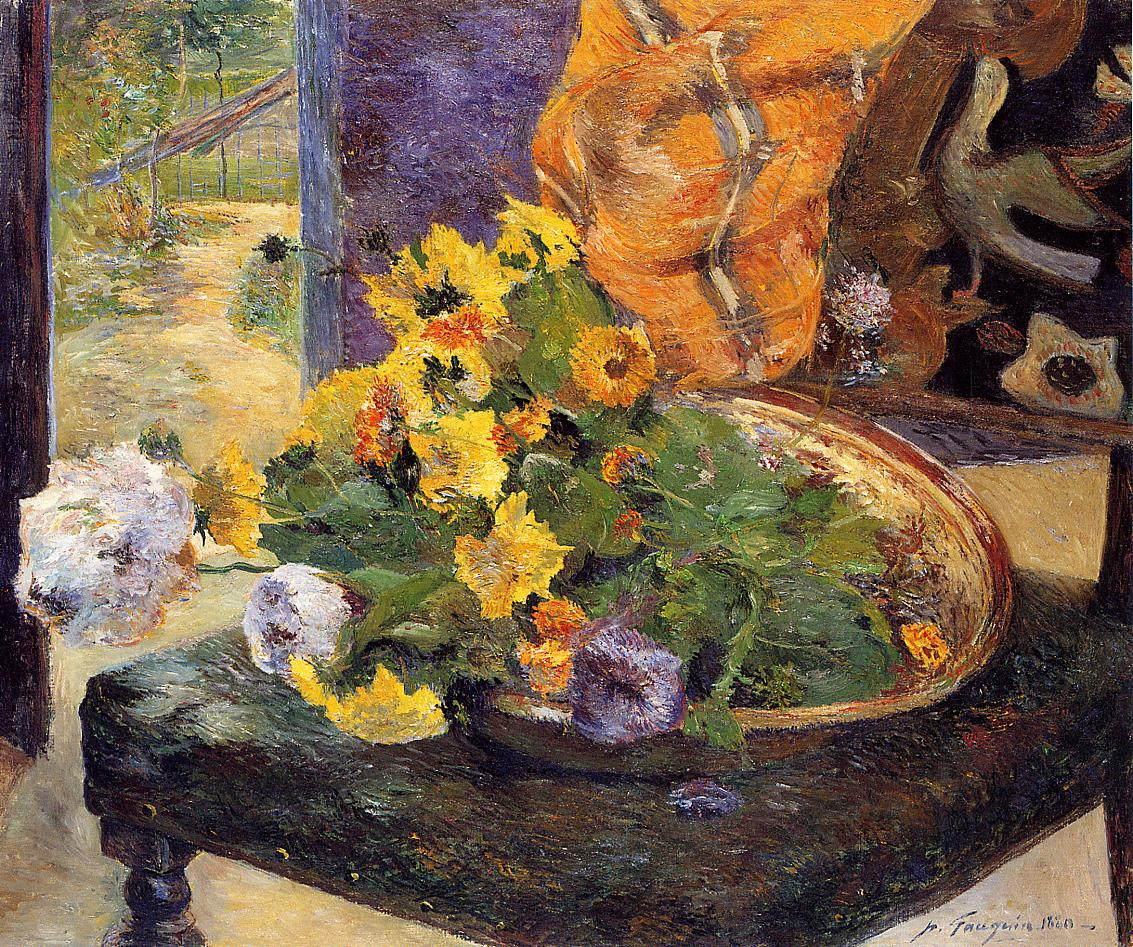
«Сделать букет». 1880. Частная коллекция
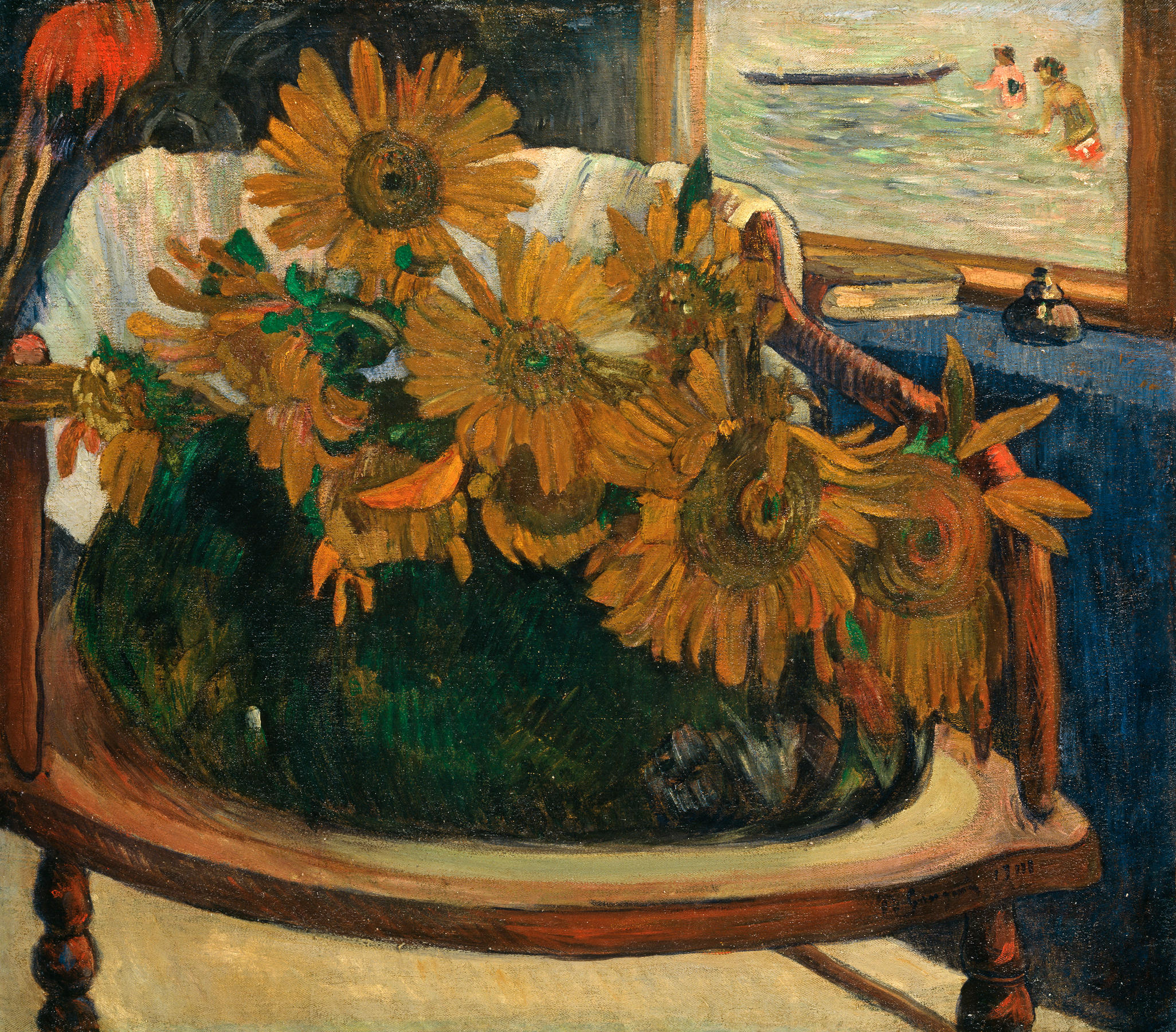
«Подсолнечники» (первая версия). Собрание Бюрле

«Подсолнечники» (фр.  Tournesols sur un fauteul (II)) — натюрморт французского художника-постимпрессиониста Поля Гогена из собрания Государственного Эрмитажа.
На картине изображено кресло, на сиденье которого стоит большой горшок с цветками подсолнечника. На спинку кресла наброшено белое полотенце. За креслом на стене висит предмет, напоминающий солнечный диск с изображением глаза в центре. В правом верхнем углу находится оконный проём, через который видна голова таитянки. Справа внизу подпись художника и дата: Paul Gauguin 1901.
Н. Ю. Семёнова отмечает, что подсолнечники в Полинезии изначально не росли и их семена были заказаны Гогеном во Франции.
Как следует из авторской подписи картина написана в 1901 году — Гоген в это время находился на острове Хива-Оа в Маркизском архипелаге. Эта картина входит в группу из четырёх натюрмортов с изображением подсолнечников, описанных в каталоге-резоне живописи Гогена, составленном Жоржем Вильденштейном, под номерами W 602 — W 604 и W 606. Наиболее близка к эрмитажной картине работа «Подсолнечники в кресле (I)» (W 602; холст, масло; 66 × 75 см; собрание фонда Эмиля Бюрле, Цюрих; инвентарный № 46). Эрмитажная картина в каталоге значится под следующим номером W 603 и под французским названием «Tournesols sur un fauteul (II)» («Подсолнечники в кресле (II)»), то есть является последующей по отношению к картине из Цюриха. А. Г. Костеневич прямо называет цюрихскую картину вариантом петербургской, при этом отмечает, что «в ней нет той таинственности, что свойственна эрмитажной картине». 
Костеневич и Семёнова считают что мотив натюрморта с подсолнечниками заимствован Гогеном у Ван Гога. Впервые к этому мотиву Гоген обратился в 1888 году, когда приехал к Винсенту Ван Гогу в Арль и некоторое время там проработал. Тогда он создал картину «Ван Гог, пишущий подсолнечники» (холст, масло, 71 × 91 см; музей Ван Гога, Амстердам; инвентарный № s0225V1962). По мнению А. Г. Костеневича за основу композиции эрмитажной картины Гоген взял свою раннюю работу «Сделать букет», написанную в 1880 году (холст, масло; 54 × 65,1 см; частная коллекция: здесь также цветочный натюрморт расположен на стуле, на фоне виден открытый проём в стене (в данном случае дверной).
После того, как готовая картина была отправлена в Европу и прибыла в Париж, она была выставлена в галерее Амбруаза Воллара, где её 27 апреля 1906 года за 4000 франков приобрёл московский промышленник и коллекционер С. И. Щукин. После Октябрьской революции собрание Щукина было национализировано, и с 1923 года картина находилась в Государственном музее нового западного искусства. В 1931 году картина была передана в Государственный Эрмитаж. С конца 2014 года выставляется на четвёртом этаже здания Главного штаба, зал 413.
Главный научный сотрудник Отдела западноевропейского изобразительного искусства Государственного Эрмитажа, доктор искусствоведения А. Г. Костеневич, сравнивая картину Гогена с «Подсолнечниками» Винсента Ван Гога, писал:

Мотив <…> передан совершенно иначе. В этом «повинен» не только колорит картины, но и сопоставление «неживой натуры» с головой женщины в окне: её недвижные восточные черты напоминают лик Будды <…>. Ощущение тайны возрастает ещё от того, что в центре верхнего подсолнуха словно бы вырисовывается глаз. Вероятно, здесь сказался пример фантастических видений Редона, вроде глаза, качающегося на стебле. С другой стороны, глаз в окружении лучей — Всевидящее око — распространённый элемент декора христианских церквей; подсолнечник же — традиционный символ солнца. Однако символика картины выражена лишь намёком и интригует своей недосказанностью.

- «Сделать букет». 1880. 
Частная коллекция
- «Подсолнечники» (первая версия). 
Собрание Бюрле